# Radosław Matusiak
Radosław Matusiak (pron. [raˈdɔswaf maˈtuɕak]; nacido el 1 de enero de 1982 en Łódź) es un futbolista polaco que juega como delantero en el Widzew Łódź.

## Clubes
| Club                   | País         | Año       |
| ---------------------- | ------------ | --------- |
| ŁKS Łódź               | Polonia      | 1997-2002 |
| Szczakowianka Jaworzno | Polonia      | 2002      |
| ŁKS Łódź               | Polonia      | 2003      |
| Wisła Płock            | Polonia      | 2003-2004 |
| GKS Bełchatów          | Polonia      | 2004-2007 |
| US Palermo             | Italia       | 2007      |
| SC Heerenveen          | Países Bajos | 2007-2008 |
| Wisła Kraków           | Polonia      | 2008      |
| Widzew Łódź            | Polonia      | 2008-     |

- Datos: Q725446